# BE (Be Choirのアルバム)
『BE』（ビー）は、2012年5月9日に発売されたBe Choirのメジャーデビューアルバム。

## 概要
キングレコードから2012年5月9日にリリースされた。Be Choirのファーストメジャーアルバムである。

## 収録曲
1. Alive (6:06) Lead: Chihiro
  - 作詞：Chihiro / 作曲：谷口喜男
2. 何度でも (4:09) Lead: Chihiro
  - 作詞：吉田美和/ 作曲：吉田美和、中村正人
3. 風になりたい (4:15) Lead: 長谷川雅洋+吉田博
  - 作詞作曲：宮沢和史
4. Hands Up (4:07) Lead: 吉田博/Rap:Chihiro
  - 作詞：吉田博+Chihiro / 作曲：吉田博
5. 聖なる人 (5:57) Lead: 長谷川雅洋+ Fire Lily
  - 作詞：売野雅勇 / 作曲：鈴木キサブロー
6. 大和よ (4:41) Lead: 長谷川雅洋
  - 作詞：売野雅勇 / 作曲：鈴木キサブロー
7. His Eye Is On The Sparrow (4:58) Lead: Olivia Burrell
  - 作詞：Civilla D. Martin / 作曲：Charles H. Gabriel
8. Be Quiet (4:30) Lead: Hiro-a-key+Chihiro
  - 作詞：Hiro-a-key+Chihiro / 作曲：Hiro-a-key
9. 元気を出して (4:43) Lead: Kaiiila
  - 作詞作曲：竹内まりや
10. With You (6:00) Lead: 奈良ひより＋川島　葵
  - 作詞作曲：山本加津彦
11. Presence of the lord is here My Times For God's (5:01)  Lead: 今田　城＋長谷川雅洋
  - 作詞作曲：Kurt Carr
12. My Life Is In Your Hands (5:58)
  - 作詞作曲：Kirk Franklin